# Akazienratte
Die Akazienratte (Thallomys paedulcus) oder Afrikanische Akazienratte ist eine vor allem im südöstlichen Afrika vorkommende Nagetierart. Ihren Namen hat sie vom Akazienbaum, auf dem sie hauptsächlich lebt.

## Beschreibung
Die Akazienratte erreicht eine Gesamtlänge von 31 cm und ein Gewicht von durchschnittlich 81 Gramm. Länge und Gewicht sind je nach Verbreitungsgebiet sehr variabel, Weibchen sind etwas kleiner und leichter. Der Schwanz ist gleich lang oder etwas länger als die Kopf-Rumpf-Länge. Die Oberseite ist hellgrau bis gelblichgrau gefärbt. Die Haare des weichen Fells haben gelblichbraune Spitzen. Die Akazienratte erscheint damit deutlich brauner als die ähnliche Art T. nigricauda. Kinn, Kehle und der gesamte Bauch sind reinweiß, die Farbe geht über die Flanken allmählich zur Farbe der Oberseite über. Die Rückseiten der Hände und Füße sind dicht kurzbehaart und ebenfalls weiß. Der Schwanz ist braun und relativ dicht dunkel bis schwarz behaart.
Die Akazienratte fällt durch eine schwarze „Maske“ auf, die sich von der Schnauze bis um die Augen erstreckt. Sie ist allerdings weniger ausgeprägt als bei T. nigricauda. Die großen und breiten Ohren sind braun und stehen vom Kopf ab.

## Verbreitung und Lebensraum
Das Hauptverbreitungsgebiet der Akazienratte liegt im südöstlichen Afrika. Im Subsahara-Afrika erstreckt sich ihr Vorkommen vom südlichen Äthiopien und vom südlichen Somalia im Norden über Ostafrika, den südlichen Teilen der Demokratischen Republik Kongo, Angola und über den größten Teil Sambias. Von Sambia aus kommt sie nach Süden bis zum nordöstlichen Südafrika und nach Eswatini vor. Akazienratten sind in Wäldern, baumbestandenen Savannen und Akazienbuschland zu finden.

## Lebensweise
Akazienratten sind scheue, nachtaktive, arboreale (baumbewohnende) Tiere. Sie leben in kleinen Gemeinschaften, zumeist paarweise mit dem letzten Nachwuchs und weiteren Jungtieren. Bis zu acht Tiere bewohnen ein in Astgabeln gebautes Nest in den Kronen von Akazienbäumen oder Baumhöhlen.

### Nahrung
Akazienratten sind überwiegend Pflanzenfresser. Einen großen Teil ihrer Nahrung machen frische Blätter, die Spitzen von Zweigen, die Samen und Früchte verschiedener Akazienarten aus. Darüber hinaus fressen sie junge Blätter von Hirtenbäumen (Boscia albitrunca) und von Ziziphus mucronata. Gelegentlich nehmen sie auch Insekten oder fleischliche Nahrung auf. Manche Populationen, die weit von Wasserstellen entfernt leben, kommen ohne das Trinken von Wasser aus.

### Fortpflanzung
Akazienratten bringen im Sommer zwei bis fünf Jungtiere je Wurf zur Welt.

## Taxonomie
Meester et al. (1964) akzeptierten Thallomys paedulcus als einzige Art der Gattung Thallomys mit vier Unterarten (T. p. paedulcus, T. p. nigricauda, T. p. shortridgei und T. p. damarensis). Gordon (1987) belegte chromosomal die Anerkennung der beiden, seiner Meinung nach parapatrisch verbreiteten Arten Thallomys paedulcus und Thallomys nigricauda. Taylor et al. (1995) unterstützten die Existenz zweier Arten, sahen die Verbreitung aber nicht deutlich abgegrenzt, sondern breit sympatrisch überlappend. Die beiden Arten sind diploid, die Chromosomenzahl ist 2n=43-46 für Thallomys paedulcus und 2n=47-50 für Thallomys nigricauda. Möglicherweise präsentiert Thallomys paedulcus einen Artkomplex mehrerer ähnlicher Arten, zur Klärung ihres taxonomischen Status sind weitere Untersuchungen notwendig.